# Okres Převorsk
Okres Převorsk (Przeworsk; polsky Powiat przeworski) je okres v polském Podkarpatském vojvodství. Rozlohu má 698,35 km² a v roce 2019 zde žilo 78 362 obyvatel. Sídlem správy okresu je město Převorsk.

## Gminy
Městská:
- Převorsk

Městsko-vesnické:
- Jawornik Polski
- Kańczuga
- Sieniawa

Vesnické:
- Adamówka
- Gać
- Převorsk
- Tryńcza
- Zarzecze

## Města
- Jawornik Polski
- Kańczuga
- Převorsk
- Sieniawa